# Bunkpurugu

Bunkpurugu är en ort i nordöstra Ghana, belägen några kilometer från gränsen till Togo. Den är huvudort för distriktet Bunkpurugu-Yunyoo, och folkmängden uppgick till 11 106 invånare vid folkräkningen 2010. En attraktion i Bunkpurugu är en naturlig stenformation som kallas African map, som har formen av den afrikanska kontinenten.